# Rakaia lindsayi
Rakaia lindsayi är en spindeldjursart som beskrevs av Forster 1952. Rakaia lindsayi ingår i släktet Rakaia och familjen Pettalidae. Inga underarter finns listade i Catalogue of Life.